# Шахрихансай
Шахриха́нсай (узб. Shahrixonsoy) — магистральный канал в Андижанской (Узбекистан) и Ошской (Кыргызстан) областях. Один из старейших ирригационных каналов в регионе.

## Описание
Канал является одним из самых старых в регионе, его строительство началось в 1882 году и было завершено в 1888 году. Берёт своё начало с Андижанского водохранилища, также в канал впадают реки Акбурсай и Аравансай. Начиная с места впадения реки Аравансай, канал протекает далее по её историческому руслу. По части канала проходит государственная граница между Узбекистаном и Кыргызстаном. Заканчивается слиянием с Большим Ферганским каналом в городе Шахрихан. От канала отходят ирригационные каналы Савай и Южный Ферганский канал. Канал протекает по территории городов Кара-Суу (Кыргызстан), Карасу, Кургантепа, Ходжаабад и Асака (Узбекистан).
Длина канала составляет 120 км. Самая высокая точка бассейна канала - 400-680 метров, находится в восточной части Андижанской области. Максимальное потребление воды (согласно проекта) в устье канала — 240,0 м3/с, актуальная пропускная способность — 190,0 м3/с. Суммарная длина всей ирригационной системы бассейна Шахрихансая достигает 563,2 км и состоит из 850 водных объектов и 365 объектов для учета воды.

## Хозяйственное значение
Шахриханский канал предназначен для снабжения водой 59,487 тысяч га орошаемых земель в Кургантепинском, Джалакудукском, Ходжаабадском, Булакбашинском, Асакинском, Шахриханском и Мархаматском районах Андижанской области. От канала также отходит Южный Ферганский канал, который орошает 55,5 тысяч га пахотных земель в Кувинском, Куштепинском, Ташлакском, Алтыарыкском районах Ферганской области и городе Кувасай. В периоды половодья, дополнительно служит источником воды для Большого Ферганского канала, повышая его водоснабжение на 12,079 тысяч га. Население бассейна Шахрихансая по состоянию на 2018 год составляет 1 393,2 тысяч человек (49% всего населения Андижанской области, при плотности - 639,7 человек на квадратный километр, канал протекает по самой густонаселённой территории Ферганской долины.
На канале расположен каскад Шахриханских ГЭС, в состав которого входят ГЭС-6 (5А) (введена в эксплуатацию в 1949 году), ГЭС-7 (6А) (1953 год), ГЭС Южного Ферганского канала ЮФК-1 (1957 год).